# سلمة بن كهيل
سلمة بن كهيل التنعي الحضرمي (47 هـ - 121 هـ) تابعي كوفي، وأحد رواة الحديث النبوي.

## سيرته
ولد سلمة بن كهيل بن حصين التنعي الحضرمي سنة 47 هـ، ونسبته إلى تنعه بطن من حضرموت، وقيل تنعه قرية فيها بئر برهوت. وكان من محدّثي الكوفة، وقال علي بن المديني أن: «له مائتان وخمسون حديثًا».
مات سلمة بن كهيل في 10 محرم سنة 121 هـ، وقيل سنة 122 هـ، وقيل 123 هـ.

## روايته للحديث النبوي
- روى عن: عبد الله بن عمر بن الخطاب وزيد بن أرقم وأبي جحيفة السوائي وجندب بن عبد الله البجلي وعبد الله بن أبي أوفى وأبي الطفيل عامر بن واثلة الليثي وسويد بن غفلة وأبي وائل شقيق بن سلمة وحبة بن جوين العرني وحجية بن عدي الكندي وزيد بن وهب وسعيد بن جبير وعامر الشعبي وسعيد بن عبد الرحمن بن أبزى وعلقمة بن قيس النخعي وكريب مولى ابن عباس ومجاهد بن جبر[1] وإبراهيم بن سويد النخعي وإبراهيم التيمي وبكير بن عبد الله الكوفي الطويل وحجر بن العنبس الحضرمي والحسن العرني وذر بن عبد الله الهمداني وعبد الله بن عبد الرحمن بن أبزى وخاله أبي الزعراء عبد الله بن هانئ الكندي وعبد الرحمن بن يزيد النخعي وعطاء بن أبي رباح وعكرمة مولى ابن عباس وعلقمة بن وائل بن حجر الحضرمي وعمران أبي الحكم السلمي وأبي الأحوص عوف بن مالك بن نضلة الجشمي وعياض بن عبد الله بن سعد بن أبي سرح وعيسى بن عاصم الأسدي والقاسم بن مخيمرة وأبيه كهيل بن حصين الحضرمي ومحمد بن عبد الرحمن بن يزيد النخعي ومسلم البطين ومعاوية بن سويد بن مقرن وأبي إدريس المرهبي وأبي سلمة بن عبد الرحمن بن عوف وأبي مالك الغفاري.[2]
- روى عنه: ابنه يحيى بن سلمة ومنصور بن المعتمر وسليمان بن مهران الأعمش وهلال بن يساف والعوام بن حوشب وزيد بن أبي أنيسة وشعبة بن الحجاج وسفيان الثوري والحسن بن صالح بن حي وأخوه علي بن صالح بن حي ومسعر بن كدام وعقيل بن خالد الأيلي[1] والأجلح بن عبد الله الكندي وإسماعيل بن أبي خالد وحماد بن سلمة وسعيد بن مسروق الثوري وصالح بن صالح بن حي وعبد الله بن الأجلح بن عبد الله الكندي وعبد الرحمن بن عبد الله المسعودي وعبد الملك بن أبي سليمان وعنبسة بن الأزهر والعلاء بن صالح والقاسم بن حبيب التمار وقيس بن الربيع وابنه محمد بن سلمة بن كهيل ومطرف بن طريف وموسى بن قيس الحضرمي والوليد بن حرب وأبو المحياة يحيى بن يعلى التميمي.[2]
- الجرح والتعديل: قال عنه أحمد بن حنبل: «كان متقنا للحديث»، وقال العجلي: «تابعي ثقة ثبت في الحديث وفيه تشيع قليل، وحديثه أقل من مائتي حديث»، وقال يعقوب بن شيبة: «ثقة ثبت على تشيعه»، وقال طلحة بن مصرف، وهو يعني سلمة بن كهيل: «ما اجتمعنا في مكان إلا غلبنا هذا القصير على أمرنا»، وقال سفيان الثوري عنه: «كان ركنا من الأركان وشد قبضته»، وقال عبد الرحمن بن مهدي: «لم يكن بالكوفة أثبت من أربعة: منصور، وأبي حصين، وسلمة بن كهيل، وعمرو بن مرة».[1] كما عدّه يحيى بن معين وابن سعد وأبو زرعة الرازي وأبو حاتم والنسائي من الثقات.[2]